# Dendrochernes morosus
Dendrochernes morosus är en spindeldjursart som först beskrevs av Banks 1895.  Dendrochernes morosus ingår i släktet Dendrochernes och familjen blindklokrypare. Inga underarter finns listade i Catalogue of Life.